# Politieke Consultatieve Conferentie van het Chinese Volk

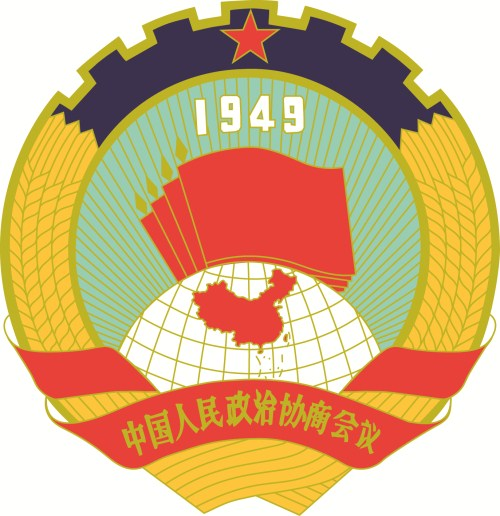
Embleem van de PCCCV

De Politieke Consultatieve Conferentie van het Chinese Volk, afgekort PCCCV (Chinees: 中國人民政治協商會議 / 中国人民政治协商会议, Pinyin: Zhōngguó rénmín zhèngzhì xiéshāng huìyì) is een politiek adviesorgaan in de Volksrepubliek China. Het bestaat uit voorgeselecteerde leden van de Communistische Partij van China (CPC), de satellietpartijen en massa-organisaties. Iedere vijf jaar wordt een Nationaal Comité van de PCCCV gekozen dan wel samengesteld dat fungeert als uitvoerend orgaan en bestaat uit een voorzitters, een aantal vicevoorzitters, een secretaris-generaal en talrijke gewone leden. Het Nationaal Comité komt gewoonlijk eens per jaar bijeen (plenum). Het dagelijks bestuur wordt gevormd door het Permanent Comité. 
Op 3 maart 2018 begon de eerste vergaderdag van de eerste sessie van de 13e PCCCV. 

## Functie
De functie van de PCCCV is niet erg duidelijk. De functie-omschrijving in de preambule van de grondwet maakt niet echt kenbaar wat nu precies de taak is van PCCCV. Volgens persbureau Xinhua is de voornaamste taak van de PCCCV het adviseren van de regering, de gerechtelijke en de wetgevende macht. De PCCCV is geen wetgevend orgaan, want het bezit geen politieke macht. Wel dient de Chinese regering de PCCCV te raadplegen bij belangrijke wetsvoorstellen. Omdat de PCCCV echter een adviserende rol heeft kan de regering een advies van de PCCCV naast zich neerleggen. In het handvest van de PCCCV worden de drie kerntaken genoemd: 
- Adviseren van de politiek
- Democratische controle
- Overbrengen van de publieke opinie

## Provinciale en lokale afdelingen
Iedere provincie, prefectuur en regio kent eigen afdelingen van de PCCCV.

## Geschiedenis
De eerste keer dat de PCCCV bijeenkwam was in september 1949. Bij deze gelegenheid werd Mao Zedong tot voorzitter van de PCCCV en hoofd van de Centrale Volksregeringsraad gekozen en werd het door de voorlopige regering voorgestelde beleid (Nieuwe Democratie) unaniem goedgekeurd. Hetzelfde gold ook voor de goedkeuring van een interim-constitutie (Gemeenschappelijk Program), de nieuwe vlag, volkslied etc. Omdat de Volksrepubliek China tot 1954 niet beschikte over een parlement (Nationaal Volkscongres), fungeerde de PCCCV als de facto parlement. De grondwet van 1954 stelde een wetgevende macht in, het Nationaal Volkscongres. De PCCCV werd niet in de grondwet genoemd. Wel werd er een handvest aangenomen waarin de taken van de PCCCV werden omschreven. Sindsdien bestaat de PCCCV alleen nog als adviserend orgaan. Tijdens de Culturele Revolutie (1966-1973) kwamen de activiteiten van de PCCCV tot stilstand. In een latere fase tijdens de Culturele Revolutie hervatte de PCCCV gedeeltelijk haar activiteiten. In 1978 vonden voor het eerst sinds jaren weer verkiezingen plaats voor de PCCCV en de nieuwe grondwet van 1978 noemde de PCCCV in de preambule. Dit geldt ook voor de huidige grondwet (1982).

## Aangesloten partijen en massa-organisaties
- Verenigd Front
  - Communistische Partij van China

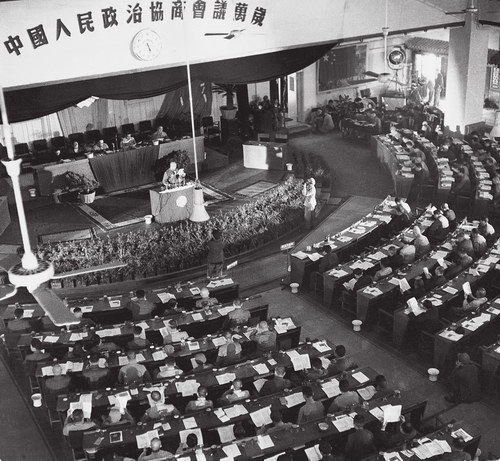
Eerste Plenum van de PCCCV (1949)

  - Revolutionair Comité van de Chinese Kwomintang
  - China Democratische Unie
  - China Democratische Nationale Opbouworganisatie
  - China Associatie voor het Bekendmaken van Democratie
  - Chinese Democratische Partij van Boeren en Arbeiders
  - China Zhi Gongpartij
  - Jiusan Sociëteit
  - Taiwan Minzhu Zizhi Tongmeng
  - Onafhankelijken
- Communistische Jeugdliga van China
- Chinese Federatie van Vakbonden
- Chinese Vrouwenfederatie
- Chinese Jeugdfederatie
- Chinese Federatie van Industrie en Handel
- Chinese Vereniging van Wetenschappen en Technologie
- Vereniging van Chinese en Taiwanese Landgenoten
- Federatie van Teruggekeerde Overzeese Chinezen
- Vertegenwoordigers van religies, etnische minderheden en van verschillende sectoren
- Vertegenwoordigers uit Hongkong en Macau
- Speciale genodigden

## Overzicht van de sessies

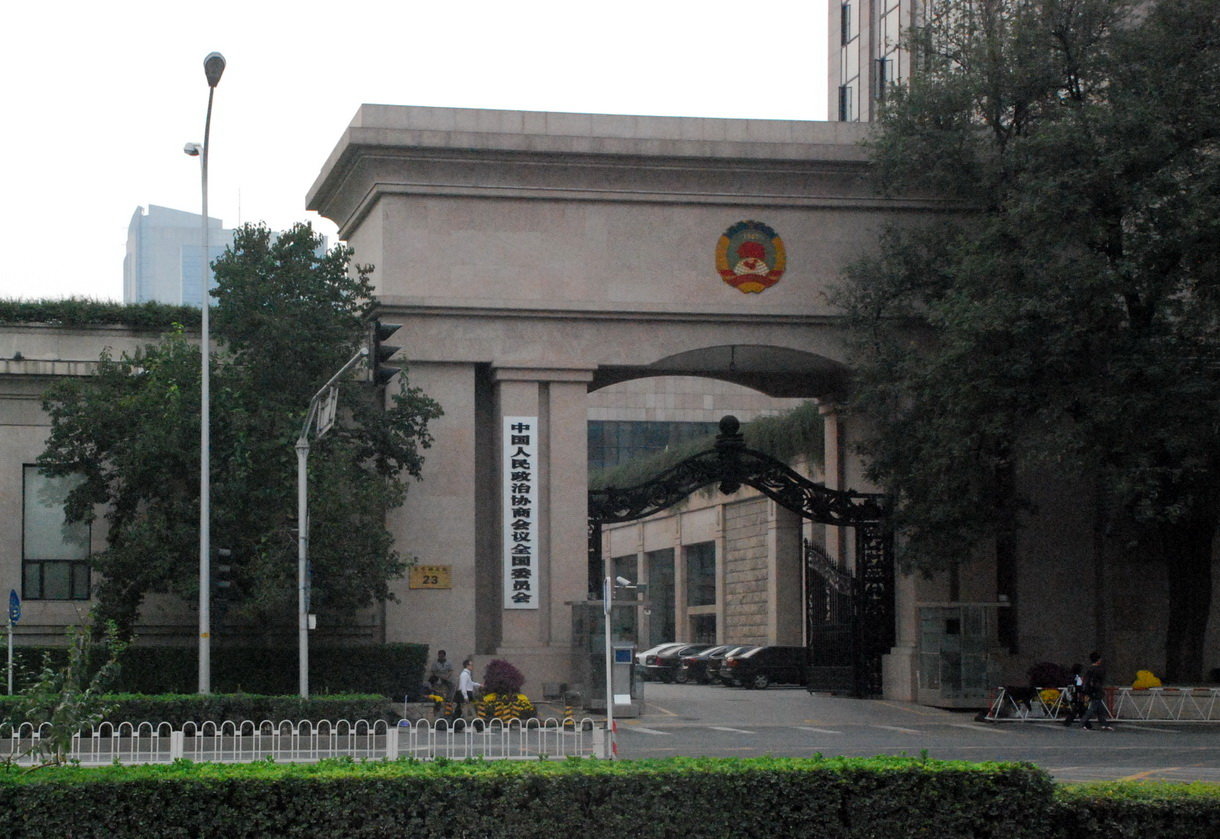
Het gebouw waar het Nationaal Comité van de PCCCV zetelt, in Beijing

| Sessie | Periode   | Afbeelding | Voorzitter          | Partij |
| ------ | --------- | ---------- | ------------------- | ------ |
| 1      | 1949-1954 |            | Mao Zedong          | CPC    |
| 2      | 1954-1959 |            | Zhou Enlai          | CPC    |
| 3      | 1959-1965 |            | Zhou Enlai          | CPC    |
| 4      | 1965-1978 |            | Zhou Enlai († 1976) | CPC    |
| 5      | 1978-1983 |            | Deng Xiaoping       | CPC    |
| 6      | 1983-1988 |            | Mevr. Deng Yingchao | CPC    |
| 7      | 1988-1993 |            | Li Xiannian         | CPC    |
| 8      | 1993-1998 |            | Li Ruihuan          | CPC    |
| 9      | 1998-2003 |            | Li Ruihaun          | CPC    |
| 10     | 2003-2008 |            | Jia Qinglin         | CPC    |
| 11     | 2008-2013 |            | Yu Zhengsheng       | CPC    |
| 12     | 2013-2018 |            | Yu Zhengsheng       | CPC    |
| 13     | 2018-2023 |            | Wang Yang           | CPC    |